# Alessandro Deiola
Alessandro Deiola (San Gavino Monreale, 1º agosto 1995) è un calciatore italiano, centrocampista o difensore e vice-capitano del Cagliari.

## Carriera
Deiola inizia a giocare a calcio nella Sangavinese, squadra della propria città natale, per poi militare per un anno nel Santa Teresa, altra formazione di San Gavino Monreale, e poi alla scuola calcio "Simba" di Palmas Arborea, di proprietà dell'allora responsabile delle giovanili del Cagliari Gianfranco Matteoli. Passato al settore giovanile del Cagliari nel 2011, disputa un campionato Allievi e due campionati Primavera: è inoltre convocato diverse volte in prima squadra senza mai esordire. Al termine della trafila nelle giovanili, il 23 agosto 2014 si trasferisce in prestito al Tuttocuoio, dove nella stagione 2014-2015 totalizza 33 presenze in Lega Pro, impreziosite da quattro reti.
Rientrato in Sardegna, esordisce con la maglia del Cagliari il 9 agosto 2015 in occasione del secondo turno di Coppa Italia contro la Virtus Entella, gara vinta per 5-0 dai sardi allo Stadio Sant'Elia e che Deiola disputa integralmente. Nel turno successivo del 15 agosto, sul campo del Trapani, realizza la sua prima rete con la maglia rossoblù. Il 7 settembre seguente sigla una rete al debutto in Serie B, nella partita vinta in casa contro il Crotone per 4-0. Con 21 presenze e due gol contribuisce alla vittoria del campionato cadetto e alla promozione del Cagliari nella massima serie.
Il 28 agosto 2016 esordisce in Serie A subentrando nei minuti finali della partita Cagliari-Roma (2-2), ma tre giorni dopo passa in prestito allo Spezia. Con i liguri disputa 14 gare in Serie B, prima di tornare anticipatamente al Cagliari il 31 gennaio 2017 e chiudere la stagione con altre 4 presenze in massima serie. Nella prima parte della stagione 2017-2018 parte spesso dalla panchina, sia sotto la gestione di Massimo Rastelli sia quando sulla panchina sarda siede Diego Lopez. Il 23 marzo 2018 rinnova comunque il proprio contratto con i rossoblù fino al 2022. Il Cagliari raggiunge la salvezza all'ultima giornata al termine della partita contro l'Atalanta. Deiola, più spesso in campo nelle ultime giornate, marca in totale 13 presenze, senza però andare a segno.
Il 17 agosto 2018 si trasferisce in prestito al Parma; debutta con i crociati il 1º settembre seguente, disputando gli ultimi trenta minuti della gara persa per 1-2 in casa contro la Juventus. Il 22 gennaio 2019 viene risolto anticipatamente il contratto con gli emiliani, per cui Deiola fa ritorno a Cagliari.
Terminata la stagione 2018-2019 con il Cagliari con 10 presenze in Serie A, nell'annata successiva ne colleziona solo una con la maglia dei sardi e il 10 gennaio 2020 passa al Lecce in prestito con diritto di riscatto e contro-riscatto in favore del Cagliari. Esordisce con i salentini il 13 gennaio, nella partita persa per 2-0 sul campo del Parma. Segna il primo gol con i giallorossi (oltre che in Serie A) il 2 febbraio nella sfida vinta per 4-0 in casa contro il Torino. La sua stagione termina il 12 luglio 2020, nella partita pareggiata (0-0) in casa del Cagliari, per via di un infortunio al ginocchio.
Il 23 settembre 2020 viene ceduto nuovamente in prestito, questa volta al neopromosso Spezia, a cui fa ritorno dopo tre stagioni. Colleziona 12 presenze in Serie A nella prima parte di campionato, di cui una sola da titolare, e 3 presenze in Coppa Italia, tutte da titolare, senza però mai imporsi come titolare della squadra guidata da Vincenzo Italiano. Per questo motivo e per la necessità del Cagliari di rinforzare il centrocampo, come avvenuto nel 2017, il suo prestito in Liguria termina anticipatamente e il 29 gennaio 2021 il giocatore ritorna in Sardegna.
Il 29 agosto 2021 realizza la sua prima rete in massima serie con la maglia del Cagliari, nella partita persa per 4-1 in casa del Milan. Timbrerà il cartellino anche nella parte iniziale del girone di ritorno, nelle partite contro Sampdoria e Torino, entrambe vinte in trasferta per 2-1. Il 16 aprile 2022 celebra la centesima presenza in Serie A con i rossoblù segnando il gol della vittoria nella partita casalinga contro il Sassuolo (1-0).

## Statistiche

### Presenze e reti nei club
Statistiche aggiornate al 23 maggio 2025.
| Stagione        | Squadra         | Campionato      | Campionato | Campionato | Coppe nazionali | Coppe nazionali | Coppe nazionali | Coppe continentali | Coppe continentali | Coppe continentali | Altre coppe | Altre coppe | Altre coppe | Totale | Totale |
| Stagione        | Squadra         | Comp            | Pres       | Reti       | Comp            | Pres            | Reti            | Comp               | Pres               | Reti               | Comp        | Pres        | Reti        | Pres   | Reti   |
| --------------- | --------------- | --------------- | ---------- | ---------- | --------------- | --------------- | --------------- | ------------------ | ------------------ | ------------------ | ----------- | ----------- | ----------- | ------ | ------ |
| 2014-2015       | Tuttocuoio      | LP              | 33         | 4          | CI-LP           | 2               | 0               | -                  | -                  | -                  | -           | -           | -           | 35     | 4      |
| 2015-2016       | Cagliari        | B               | 21         | 2          | CI              | 4               | 1               | -                  | -                  | -                  | -           | -           | -           | 25     | 3      |
| ago. 2016       | Cagliari        | A               | 1          | 0          | CI              | 1               | 0               | -                  | -                  | -                  | -           | -           | -           | 2      | 0      |
| 2016-gen. 2017  | Spezia          | B               | 14         | 1          | CI              | 2               | 0               | -                  | -                  | -                  | -           | -           | -           | 16     | 1      |
| feb.-giu. 2017  | Cagliari        | A               | 4          | 0          | CI              | -               | -               | -                  | -                  | -                  | -           | -           | -           | 4      | 0      |
| 2017-2018       | Cagliari        | A               | 13         | 0          | CI              | 1               | 0               | -                  | -                  | -                  | -           | -           | -           | 14     | 0      |
| 2018-gen. 2019  | Parma           | A               | 10         | 0          | CI              | -               | -               | -                  | -                  | -                  | -           | -           | -           | 10     | 0      |
| gen.-giu. 2019  | Cagliari        | A               | 10         | 0          | CI              | 0               | 0               | -                  | -                  | -                  | -           | -           | -           | 10     | 0      |
| 2019-gen. 2020  | Cagliari        | A               | 1          | 0          | CI              | 1               | 0               | -                  | -                  | -                  | -           | -           | -           | 2      | 0      |
| gen.-giu. 2020  | Lecce           | A               | 10         | 1          | CI              | -               | -               | -                  | -                  | -                  | -           | -           | -           | 10     | 1      |
| 2020-gen. 2021  | Spezia          | A               | 12         | 0          | CI              | 3               | 0               | -                  | -                  | -                  | -           | -           | -           | 15     | 0      |
| Totale Spezia   | Totale Spezia   | Totale Spezia   | 26         | 1          |                 | 5               | 0               |                    | -                  | -                  |             | -           | -           | 31     | 1      |
| gen.-giu. 2021  | Cagliari        | A               | 12         | 0          | CI              | -               | -               | -                  | -                  | -                  | -           | -           | -           | 12     | 0      |
| 2021-2022       | Cagliari        | A               | 33         | 4          | CI              | 2               | 2               | -                  | -                  | -                  | -           | -           | -           | 35     | 6      |
| 2022-2023       | Cagliari        | B               | 26+5       | 3+0        | CI              | 1               | 0               | -                  | -                  | -                  | -           | -           | -           | 32     | 3      |
| 2023-2024       | Cagliari        | A               | 27         | 1          | CI              | 3               | 0               | -                  | -                  | -                  | -           | -           | -           | 30     | 1      |
| 2024-2025       | Cagliari        | A               | 29         | 2          | CI              | 3               | 0               | -                  | -                  | -                  | -           | -           | -           | 32     | 2      |
| Totale Cagliari | Totale Cagliari | Totale Cagliari | 177+5      | 12         |                 | 16              | 3               |                    | -                  | -                  |             | -           | -           | 198    | 15     |
| Totale carriera | Totale carriera | Totale carriera | 256+5      | 18         |                 | 23              | 3               |                    | -                  | -                  |             | -           | -           | 284    | 21     |

## Palmarès

### Club

#### Competizioni nazionali
- Campionato italiano di Serie B: 1

Cagliari: 2015-2016